# Södra Gåsören
Södra Gåsören är en ö i Åland (Finland). Den ligger i Skärgårdshavet och i kommunen Brändö i landskapet Åland, i den sydvästra delen av landet. Ön ligger omkring 70 kilometer nordöst om Mariehamn och omkring 230 kilometer väster om Helsingfors.
Öns area är 6 hektar och dess största längd är 0,5 kilometer i öst-västlig riktning.